# Сборная Казахстана по хоккею с шайбой
Сборная Казахстана по хоккею с шайбой — национальная команда, представляющая Казахстан на международных турнирах по хоккею с шайбой. Образована в 1992 году. Пятикратные чемпионы Азиатских игр (1996, 1999, 2011, 2017, 2025), чемпионы Универсиады (1995), тринадцатикратные участники чемпионата мира (1998, 2004, 2005, 2006, 2010, 2012, 2014, 2016, 2021, 2022, 2023, 2024, 2025), дважды участники Олимпийских игр (1998, 2006). В рейтинге ИИХФ за 2024 год находится на 15-м месте. Базовым клубом сборной Казахстана является «Барыс».

## История
Сборная Казахстана по хоккею с шайбой образовалась в 1992 году. С 1993 по 2006 годы сборными Казахстана (юношеской, молодёжной, женской и мужской) на чемпионатах мира и Азии было завоевано 35 медалей, из них 17 — золотых, 9 — серебряных и 9 — бронзовых.
Мужская хоккейная сборная — участник двух Олимпийских игр — в Нагано и Турине, женская — в Солт-Лейк-Сити. Наивысшим достижением является 5-8 место на олимпиаде в Нагано. Пять раз сборная Казахстана играла в высшем дивизионе чемпионата мира, а наивысшим достижением стало 12-e место в 2005 году.
В феврале 1996 года, впервые участвуя в зимних Азиатских играх в китайском Харбине, сборная Казахстана под руководством Бориса Александрова стала чемпионом третьих Игр, а в феврале 1997 года в Австрии добыла путевку на зимние Олимпийские игры 1998 года в Нагано, где дошла до четвертьфинала.
В ноябре 1997 года на турнире в Австрии сборная вышла из дивизиона С в дивизион А чемпионата мира, но в мае 1998 года в Швейцарии проиграла на чемпионате мира все игры и заняла 15 место.
Самым важным событием в истории сборной Казахстана считается победа над сборной Словакии (4:3) на Олимпийских играх в Нагано 1998 года. Благодаря этой победе Казахстан занял место в восьмерке сильнейших сборных мира и на сборную обратили внимание, особенно учитывая тот факт, что в сборной играли воспитанники одного клуба — «Торпедо» (Усть-Каменогорск).

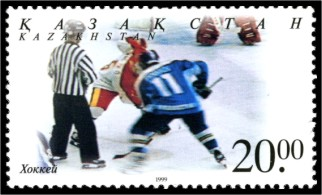
Почтовая марка Казахстана, хоккей, 1999

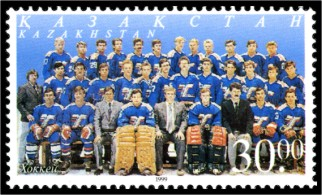
Почтовая марка Казахстана, посвящённая сборной по хоккею, 1999

В 1999 году руководители Российской хоккейной лиги (именно в ней выступали все лидеры сборной Казахстана) приняли закон, ограничивающий количество легионеров в клубах РХЛ. Многие игроки были вынуждены отказаться от выступлений за сборную, чтобы сохранить трудоустройство.
После этого Борис Александров существенно омолодил состав команды. В сборной появились А. Коледаев, А. Аргоков, Е. Пупков, Ан. Трощинский, Н. Антропов, Д. Уппер, С. Александров, Н. Заржицкий, А. Литвиненко, В. Новопашин, Д. Шемелин, С. Огурешников, Ф. Полищук, Р. Есиркенов, В. Рифель, А. Васильченко. И снова выиграл четвёртые Зимние Азиатские игры 1999 года в Канвондо (Южная Корея).
Однако в ноябре 1999 года в квалификационном турнире в Великобритании команда не смогла выйти из группы В в группу А чемпионата мира 2000 года, уступив Латвии и Украине.
В феврале 2000 года на отборочном турнире в Эстонии команда лишь по соотношению игр не попала на Зимние Олимпийские игры 2002 в Солт-Лейк-Сити, США, уступив первое место Украине.
В апреле 2001 года на чемпионате мира в первом дивизионе команда уступила первое место и путёвку в топ-дивизион хозяевам, сборной Словении.
В апреле 2002 года на чемпионате мира в первом дивизионе в Голландии сборная, неожиданно проиграв Франции, уступила первое место команде Беларуси.
Летом 2002 года Александров был уволен с должности главного тренера «Казцинк-Торпедо» и с аналогичного поста в сборной. Сменивший его Н. Мышагин сумел с первого захода вернуться в дивизион А чемпионата мира и продержаться там три года.
В феврале 2003 года на пятых зимних Азиатских играх в Аомори (Япония) сборная заняла второе место, проиграв хозяевам, японцам.
На чемпионате мира 2004 года в Чехии сборная заняла 13-е место, но удержалась в топ-дивизионе.
В феврале 2005 года в австрийском Клагенфурте состоялся отборочный турнир на Олимпиаду 2006 года. В стартовом матче сборная потерпела поражение от хозяев — 0:4, но минимальных побед в оставшихся матчах с Украиной и Францией оказалось достаточно для того, чтобы занять первое место в подгруппе. На самой XX Олимпиаде в итальянском Турине сборная выступила достойно, обыграв Латвию, лишь с минимальным счетом уступила командам России и Словакии и заняла итоговое 9-е место. Знаменосцем делегации Казахстана на открытии Игр выступил нападающий Александр Корешков.
На чемпионате мира 2006 года в Риге сборная Казахстана заняла 15-е место и вылетела в первый дивизион. Главный тренер Мышагин, которому неизменно помогал в качестве тренера-консультанта российский специалист Геннадий Цыгуров, покинул пост наставника сборной.
Из-за нехватки средств в федерации хоккея, а также ужесточившихся правил для легионеров в российской Суперлиге его преемники А. Картаев и Е. Сагымбаев испытывали большие проблемы в комплектовании сборной. Анатолий Картаев, являвшийся по совместительству главным тренером сатпаевского «Казахмыса», привлек в сборную целую группу российских хоккеистов из своего клуба.
В феврале 2007 года на шестых зимних Азиатских играх в Чанчуне (Китай) сборная вновь уступила первое место команде Японии. На групповом этапе Казахстан одержала две рекордные победы: 38:0 были обыграны хоккеисты ОАЭ (103-2 по броскам), а матч против Таиланда стал самой крупной победой в истории Казахстана — 52:1 (91-7 по броскам).
В 2009 году сборная Казахстана выиграла турнир в первом дивизионе, но на следующий год на чемпионате мира в Германии выступила провально, проиграв все шесть матчей.
В 2011 году сборная Казахстана по хоккею в третий раз выиграла Зимнюю Азиаду на домашнем льду в столице Казахстана Астане. Спустя 2 месяца команда вышла в Чемпионат, но опять заняла последнее место, на этот раз с 1 баллом в активе.
В 2019 году сборная Казахстана выиграла  домашний турнир в первом дивизионе.
В 2021 году в высшем дивизионе чемпионата мира по хоккею заняла итоговое десятое место, что стало лучшим результатом в истории сборной на чемпионатах мира.
В 2022 году в высшем дивизионе чемпионата мира по хоккею, обыграв Италию (5:2), заняла итоговое четырнадцатое место и сохранила место в высшем дивизионе.
В 2023 году в высшем дивизионе чемпионата мира по хоккею сборная Казахстана выступила уже более уверенно - в активе победы над Норвегией (4:3) и Словенией (4:3) и историческая победа над Словакией (4:3). Команда заняла одиннадцатое место - второй результат в истории.
На чемпионате мира 2024 года сборная Казахстана одержала победу над сборной Франции (3:1) и сборной Польши (3:1), заняв 12-е место в итоговой таблице чемпионата.
На чемпионате мира 2025 года сборная Казахстана в первом матче обыграла Норвегию (2:1), но затем проиграла 6 матчей подряд, в том числе Венгрии (2:4). Казахстан занял последнее место в своей группе и впервые с 2019 года выбыл в I дивизион.

## Результаты

### Олимпийские игры
- 1998 — 8-е место
- 2002 — Не квалифицировалась
- 2006 — 9-е место
- 2010 — 2022 — Не квалифицировалась

### Чемпионаты мира
| Год  | Этап                  | Место проведения                           | И                                              | В                                              | ВО/ВБ                                          | Н                                              | ПО/ПБ                                          | П                                              | ШЗ                                             | ШП                                             | РШ                                             | Место                                          |
| ---- | --------------------- | ------------------------------------------ | ---------------------------------------------- | ---------------------------------------------- | ---------------------------------------------- | ---------------------------------------------- | ---------------------------------------------- | ---------------------------------------------- | ---------------------------------------------- | ---------------------------------------------- | ---------------------------------------------- | ---------------------------------------------- |
| 1993 | Квалификация группы С | Беларусь — Минск                           | 2                                              | 1                                              | 0                                              | 0                                              | 0                                              | 1                                              | 6                                              | 7                                              | -1                                             | 2                                              |
| 1993 | Группа С              | Словения — Любляна, Блед                   | 7                                              | 5                                              | 0                                              | 0                                              | 0                                              | 2                                              | 85                                             | 12                                             | +73                                            | 3 (23)                                         |
| 1994 | Группа С1             | Словакия — Попрад, Спишска-Нова-Вес        | 6                                              | 3                                              | 0                                              | 2                                              | 0                                              | 1                                              | 52                                             | 12                                             | +40                                            | 4 (24)                                         |
| 1995 | Группа С1             | Болгария — София                           | 4                                              | 2                                              | 0                                              | 1                                              | 0                                              | 1                                              | 23                                             | 5                                              | +18                                            | 2 (22)                                         |
| 1996 | Группа С              | Словения — Есенице, Блед                   | 7                                              | 6                                              | 0                                              | 0                                              | 0                                              | 1                                              | 51                                             | 10                                             | +41                                            | 1 (21)                                         |
| 1997 | Группа В              | Польша — Катовице                          | 7                                              | 5                                              | 0                                              | 1                                              | 0                                              | 1                                              | 31                                             | 21                                             | +10                                            | 2 (14)                                         |
| 1998 | Квалификация ЧМ       | Австрия — Клагенфурт                       | 3                                              | 2                                              | 0                                              | 0                                              | 0                                              | 1                                              | 12                                             | 7                                              | +5                                             | 1                                              |
| 1998 | Чемпионат мира        | Швейцария — Цюрих, Базель                  | 3                                              | 0                                              | 0                                              | 0                                              | 0                                              | 3                                              | 6                                              | 19                                             | -13                                            | 15 (15)                                        |
| 1999 | Квалификация ЧМ       | Австрия — Клагенфурт                       | 3                                              | 1                                              | 0                                              | 0                                              | 0                                              | 2                                              | 10                                             | 9                                              | +1                                             | 3                                              |
| 1999 | Группа В              | Дания — Оденсе, Рёдовре                    | 7                                              | 5                                              | 0                                              | 0                                              | 0                                              | 2                                              | 25                                             | 11                                             | +14                                            | 3 (19)                                         |
| 2000 | Квалификация ЧМ       | Великобритания — Шеффилд                   | 3                                              | 0                                              | 0                                              | 1                                              | 0                                              | 2                                              | 6                                              | 10                                             | -4                                             | 4                                              |
| 2000 | Группа В              | Польша — Катовице                          | 7                                              | 5                                              | 0                                              | 0                                              | 0                                              | 2                                              | 30                                             | 22                                             | +8                                             | 2 (18)                                         |
| 2001 | Дивизион I            | Словения — Любляна                         | 5                                              | 3                                              | 0                                              | 0                                              | 0                                              | 2                                              | 35                                             | 21                                             | +14                                            | 3 (21)                                         |
| 2002 | Дивизион I            | Нидерланды — Эйндховен                     | 5                                              | 3                                              | 0                                              | 0                                              | 0                                              | 2                                              | 30                                             | 14                                             | +16                                            | 3 (21)                                         |
| 2003 | Дивизион I            | Венгрия — Будапешт                         | 5                                              | 5                                              | 0                                              | 0                                              | 0                                              | 0                                              | 34                                             | 9                                              | +25                                            | 1 (17)                                         |
| 2004 | Чемпионат мира        | Чехия — Прага, Острава                     | 6                                              | 2                                              | 0                                              | 1                                              | 0                                              | 3                                              | 15                                             | 19                                             | -4                                             | 13 (13)                                        |
| 2005 | Чемпионат мира        | Австрия — Инсбрук, Вена                    | 3                                              | 1                                              | 0                                              | 0                                              | 0                                              | 2                                              | 3                                              | 4                                              | -1                                             | 12 (12)                                        |
| 2006 | Чемпионат мира        | Латвия — Рига                              | 6                                              | 1                                              | 0                                              | 0                                              | 0                                              | 5                                              | 11                                             | 29                                             | -18                                            | 15 (15)                                        |
| 2007 | Дивизион I            | Китай — Цицикар                            | 5                                              | 3                                              | 0                                              | 0                                              | 0                                              | 2                                              | 22                                             | 11                                             | +11                                            | 3 (21)                                         |
| 2008 | Дивизион I            | Австрия — Инсбрук                          | 5                                              | 3                                              | 1                                              | 0                                              | 0                                              | 1                                              | 21                                             | 12                                             | +9                                             | 2 (20)                                         |
| 2009 | Дивизион I            | Литва — Вильнюс                            | 5                                              | 5                                              | 0                                              | 0                                              | 0                                              | 0                                              | 29                                             | 6                                              | +23                                            | 1 (17)                                         |
| 2010 | Чемпионат мира        | Германия — Кёльн, Мангейм, Гельзенкирхен   | 6                                              | 0                                              | 0                                              | 0                                              | 0                                              | 6                                              | 8                                              | 31                                             | -23                                            | 16 (16)                                        |
| 2011 | Дивизион I            | Украина — Киев                             | 5                                              | 4                                              | 1                                              | 0                                              | 0                                              | 0                                              | 21                                             | 6                                              | +15                                            | 1 (17)                                         |
| 2012 | Чемпионат мира        | Финляндия — Хельсинки / Швеция — Стокгольм | 7                                              | 0                                              | 0                                              | 0                                              | 1                                              | 6                                              | 11                                             | 33                                             | -22                                            | 16 (16)                                        |
| 2013 | Дивизион I            | Венгрия — Будапешт                         | 5                                              | 4                                              | 0                                              | 0                                              | 0                                              | 1                                              | 18                                             | 6                                              | +12                                            | 1 (17)                                         |
| 2014 | Чемпионат мира        | Беларусь — Минск                           | 7                                              | 0                                              | 0                                              | 0                                              | 2                                              | 5                                              | 16                                             | 32                                             | -16                                            | 16 (16)                                        |
| 2015 | Дивизион I            | Польша — Краков                            | 5                                              | 5                                              | 0                                              | 0                                              | 0                                              | 0                                              | 23                                             | 6                                              | +17                                            | 1 (17)                                         |
| 2016 | Чемпионат мира        | Россия — Москва, Санкт-Петербург           | 7                                              | 0                                              | 1                                              | 0                                              | 0                                              | 6                                              | 15                                             | 28                                             | -13                                            | 16 (16)                                        |
| 2017 | Дивизион I            | Украина — Киев                             | 5                                              | 3                                              | 1                                              | 0                                              | 0                                              | 1                                              | 13                                             | 10                                             | +3                                             | 3 (19)                                         |
| 2018 | Дивизион I            | Венгрия — Будапешт                         | 5                                              | 3                                              | 0                                              | 0                                              | 0                                              | 2                                              | 18                                             | 10                                             | +8                                             | 3 (19)                                         |
| 2019 | Дивизион I            | Казахстан — Нур-Султан                     | 5                                              | 4                                              | 1                                              | 0                                              | 0                                              | 0                                              | 16                                             | 7                                              | +9                                             | 1 (17)                                         |
| 2020 | Чемпионат мира        | Швейцария — Цюрих, Лозанна                 | Чемпионат мира отменен из-за пандемии COVID-19 | Чемпионат мира отменен из-за пандемии COVID-19 | Чемпионат мира отменен из-за пандемии COVID-19 | Чемпионат мира отменен из-за пандемии COVID-19 | Чемпионат мира отменен из-за пандемии COVID-19 | Чемпионат мира отменен из-за пандемии COVID-19 | Чемпионат мира отменен из-за пандемии COVID-19 | Чемпионат мира отменен из-за пандемии COVID-19 | Чемпионат мира отменен из-за пандемии COVID-19 | Чемпионат мира отменен из-за пандемии COVID-19 |
| 2021 | Чемпионат мира        | Латвия — Рига                              | 7                                              | 2                                              | 2                                              | 0                                              | 0                                              | 3                                              | 22                                             | 18                                             | +4                                             | 10                                             |
| 2022 | Чемпионат мира        | Финляндия — Хельсинки                      | 7                                              | 1                                              | 0                                              | 0                                              | 0                                              | 6                                              | 19                                             | 31                                             | -12                                            | 14                                             |
| 2023 | Чемпионат мира        | Финляндия — Тампере / Латвия — Рига        | 7                                              | 1                                              | 2                                              | 0                                              | 0                                              | 4                                              | 14                                             | 31                                             | -17                                            | 11                                             |
| 2024 | Чемпионат мира        | Чехия — Прага, Острава                     | 7                                              | 2                                              | 0                                              | 0                                              | 0                                              | 5                                              | 12                                             | 31                                             | -19                                            | 12                                             |
| 2025 | Чемпионат мира        | Швеция — Стокгольм / Дания — Хернинг       | 7                                              | 1                                              | 0                                              | 0                                              | 0                                              | 6                                              | 9                                              | 32                                             | -23                                            | 15                                             |

### Зимние Азиатские игры
- 1996 — 1 место
- 1999 — 1 место
- 2003 — 2 место
- 2007 — 2 место
- 2011 — 1 место
- 2017 — 1 место
- 2025 — 1 место

### Зимние Универсиады
- 1993 — 2 место
- 1995 — 1 место
- 1997, 1999, 2001, 2003, 2005 — не участвовала
- 2007 — 3 место
- 2009 — 4 место
- 2011 — 4 место
- 2013 — 2 место
- 2015 — 2 место
- 2017 — 2 место
- 2019 — 4 место
- 2023 — 3 место

## Текущий состав
Состав сборной Казахстана на Чемпионате мира 2025:
| Номер | Имя                     | Позиция    | Рост, см | Вес, кг | Дата рождения | Клуб          |
| ----- | ----------------------- | ---------- | -------- | ------- | ------------- | ------------- |
| 1     | Джелал-Ад-Дин Амирбеков | Вратарь    | 196      | 79      | 24.09.2002    | Магнитка      |
| 7     | Леонид Метальников      | Защитник   | 182      | 85      | 25.04.1990    | Адмирал       |
| 10    | Никита Михайлис (А)     | Нападающий | 175      | 70      | 18.06.1995    | Металлург     |
| 13    | Динмухамед Кайыржан     | Нападающий | 184      | 84      | 27.06.2003    | Барыс         |
| 17    | Алихан Омирбеков        | Нападающий | 175      | 67      | 14.06.2001    | Барыс         |
| 18    | Владимир Волков         | Нападающий | 175      | 73      | 03.10.1996    | Арлан         |
| 20    | Максим Павленко         | Вратарь    | 177      | 75      | 04.06.2002    | Рязань        |
| 22    | Кирилл Панюков          | Нападающий | 185      | 82      | 22.05.1997    | Барыс         |
| 23    | Максим Мухаметов        | Нападающий | 182      | 80      | 30.04.1999    | Барыс         |
| 24    | Дмитрий Бреус           | Защитник   | 185      | 88      | 22.02.2004    | Топедо        |
| 27    | Артём Лихотников        | Нападающий | 189      | 100     | 11.05.1994    | Хумо          |
| 28    | Валерий Орехов          | Защитник   | 186      | 76      | 17.07.1999    | Металлург     |
| 31    | Артём Королёв           | Защитник   | 185      | 74      | 20.09.2001    | Номад         |
| 32    | Сергей Кудрявцев        | Защитник   | 188      | 90      | 05.04.1995    | Арлан         |
| 33    | Эдуард Михайлов         | Защитник   | 183      | 82      | 20.10.1996    | Арлан         |
| 34    | Вячеслав Колесников     | Нападающий | 185      | 85      | 01.08.2000    | Номад         |
| 43    | Андрей Шутов            | Вратарь    | 189      | 83      | 04.03.1998    | Барыс         |
| 48    | Роман Старченко (К)     | Нападающий | 179      | 88      | 12.05.1986    | Барыс         |
| 58    | Тамирлан Гайтамиров     | Защитник   | 193      | 93      | 23.08.2000    | Барыс         |
| 64    | Аркадий Шестаков        | Нападающий | 182      | 83      | 24.03.1995    | Адмирал       |
| 71    | Самат Данияр            | Защитник   | 183      | 73      | 24.01.1999    | Барыс         |
| 81    | Батырлан Муратов        | Нападающий | 183      | 72      | 01.02.1999    | Барыс         |
| 84    | Кирилл Савицкий         | Нападающий | 183      | 87      | 09.03.1995    | Барыс         |
| 87    | Адиль Бекетаев          | Защитник   | 193      | 94      | 23.04.1998    | Барыс         |
| 88    | Евгений Рымарев         | Нападающий | 175      | 78      | 09.09.1988    | Юнисон-Москва |
| 96    | Алихан Асетов (А)       | Нападающий | 186      | 91      | 26.08.1996    | Барыс         |

| Должность            | Имя               | Гражданство | Дата рождения |
| -------------------- | ----------------- | ----------- | ------------- |
| Главный тренер       | Олег Болякин      | Казахстан   | 23.09.1965    |
| Ассистент тренера    | Леонид Тамбиев    | Латвия      | 26.09.1970    |
| Ассистент тренера    | Георгий Верещагин | Казахстан   | 23.02.1974    |
| Ассистент тренера    | Талгат Жайлауов   | Казахстан   | 07.07.1985    |
| Тренер вратарей      | Павел Бессонов    | Казахстан   | 19.06.1974    |
| Генеральный менеджер | Борис Иванищев    | Казахстан   | 14.03.1965    |

## Все тренеры сборной
У сборной никогда не было освобожденного главного тренера. В 1993—2005 и 2007—2008 годах командой руководили наставники усть-каменогорского «Торпедо», в 2007 году (на чемпионате мира) — сатпаевского «Казахмыса», в 2009 (на отборочном турнире к Олимпиаде) — карагандинской «Сарыарки», в 2006 и начиная с 2009 — астанинского «Барыса».
- Владимир Гольц 1993—1994
- Владимир Копцов 1995—1996
- Борис Александров 1996—2002
- Николай Мышагин 2003—2006
- Анатолий Картаев 2007
- Ерлан Сагымбаев 2007—2009
- Андрей Шаянов 2009—2010
- Андрей Хомутов 2010—2011
- Андрей Шаянов 2011—2012
- Владимир Крикунов 2012—2013
- Ари-Пекка Селин 2013—2014
- Андрей Назаров 2014—2016
- Эдуард Занковец 2016—2018
- Андрей Скабелка 2018—2020
- Юрий Михайлис 2020—2022
- Андрей Скабелка 2022—2023
- Галым Мамбеталиев 2023—2024
- Дэвид Немировски 2024
- Галым Мамбеталиев 2024—н. в.